# Kepler-88c
Kepler-88c es uno de los dos planetas extrasolares que orbitan la estrella Kepler-88. Fue descubierta por el método de tránsito astronómico en el año 2013.